# Jeleazovo, Burgas
Jeleazovo (în bulgară Желязово) este un sat în comuna Kameno, regiunea Burgas,  Bulgaria. 

## Demografie
Componența etnică a satului Jeleazovo
     Turci (80%)
     Bulgari (18,42%)
     Nicio identificare (1,57%)
     Altele (0%)
La recensământul din 2011, populația satului Jeleazovo era de 190 locuitori. Din punct de vedere etnic, majoritatea locuitorilor (80%) erau turci, cu o minoritate de bulgari (18,42%). Pentru 1,57% din locuitori nu este cunoscută apartenența etnică.